# 高望
高 望（こう ぼう、? - 189年?）は後漢時代末期の宦官。司隷京兆尹の人。

## 生涯
霊帝の時代、張譲と趙忠が権勢を振るった時代に、中常侍に任命された12名の宦官の一人である。十常侍と呼ばれる。皇帝の寵愛を受け、列侯され、子弟を地方官に任命させて私腹を肥やした。黄巾の乱が勃発すると、郎中の張鈞は十常侍を乱の元凶として弾劾し、斬るよう上奏したが、皇帝に容れられなかった。
小黄門や尚薬監に任命されて、太子である劉弁の寵臣の一人であったという。子の高進を劉弁との縁を利用して、孝廉とし、西園八校尉が組織されると、高進を上軍である校尉蹇碩の掾属に任命させている。ただし、蓋勲には孝廉に挙げることを拒絶されたとある（蓋勲伝）。
189年、袁紹等の掃討軍の攻撃で張譲や趙忠をはじめ多くの宦官が殺害されたときに、ともに殺害された可能性が高い（『後漢書』「袁紹伝」）。

## 参考資料
- 後漢書/卷78（中国語版ウィキソース）